# Uniwersytet Sportowy w Tiranie
Uniwersytet Sportowy w Tiranie (alb. Universiteti i Sporteve të Tiranës) – albańska sportowa uczelnia publiczna.
Pierwszą instytucją zajmującą się kształceniem nauczycieli wychowania fizycznego w Tiranie, była założona w 1948 roku Szkoła Wychowania Fizycznego. W 1958 roku, po powstaniu Uniwersytetu Tirańskiego, uruchomiono na nim studia przygotowujące nauczycieli wychowania fizycznego, początkowo na Wydziale Filologii i Historii, potem w osobnej jednostce organizacyjnejý. 
Instytut Wychowania Fizycznego w Tiranie został utworzony 28 września 1960 roku. Rok później nadano mu imię Vojo Kushi (1918-1942), albańskiego działacza komunistycznego. W 1971 roku przemianowano go na Wyższy Instytut Kultury Fizycznej Vojo Kushi. W 1993 roku program nauczania wydłużono z trzech na cztery lata. Kolejna zmian nazwy miała miejsce w roku 2000, uczelnia przyjęła wówczas nazwę: Akademia Wychowania Fizycznego i Sportu Vojo Kushi. Status uniwersytetu oraz obecną nazwę nadano uczelni 17 lutego 2010
W skład uczelni wchodzą następujące jednostki administracyjne:
- Wydział Sportów Indywidualnych
- Wydział Pedagogiki i Nauk
- Wydział Medycyny Sportowej
- Wydział Sportów Drużynowych